# 마리엔 광장

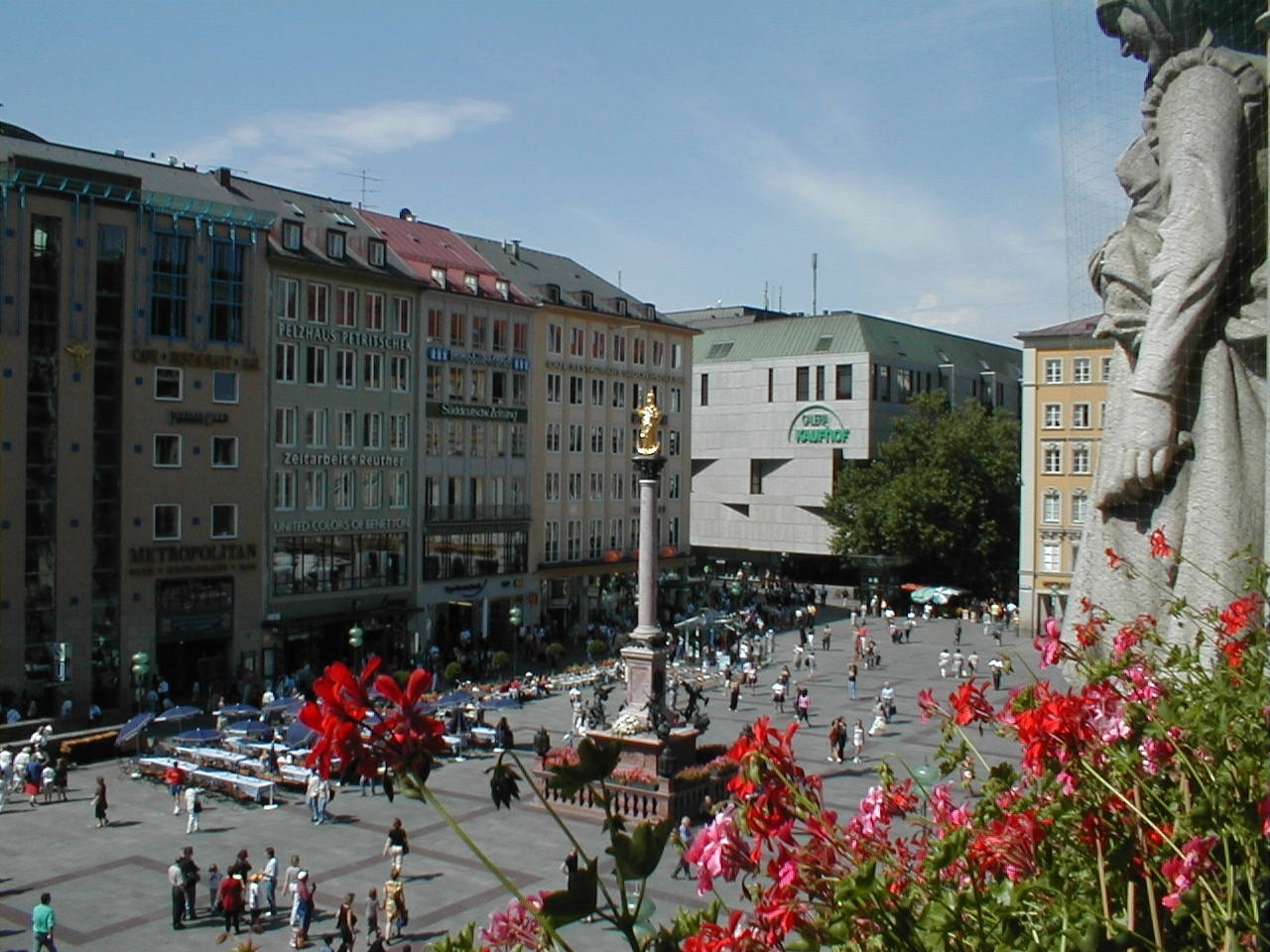
마리엔 광장

마리엔 광장(Marienplatz)은 독일 뮌헨에 위치한 광장이다. 1158년부터 뮌헨의 중앙광장 역할을 했다.가운데 금동상이 마리아다.
뮌헨 마리엔 광장은 독일 바이에른 주의 수도인 뮌헨에 위치한 중심 광장으로 유명하다. 이 광장은 독일어로 "Marienplatz"라 불리며, 이름은 광장에 위치한 성 모리츠 성당에서 유래되었다.
뮌헨 마리엔 광장은 뮌헨의 상징적인 장소 중 하나로, 많은 관광객과 시민들이 모이는 곳이다. 광장에는 아름다운 건물들과 다양한 상점, 카페, 레스토랑이 즐비해 있다. 특히 광장 중앙에는 마리아의 석상이 자리하고 있어 이 광장의 이름에 큰 의미를 부여하고 있다.
뮌헨을 방문하는 여행자들에게는 뮌헨 마리엔 광장이 역사적이면서도 활기찬 분위기를 느낄 수 있는 좋은 장소 중 하나로 손꼽힌다.